# 维也纳歌唱协会合唱团

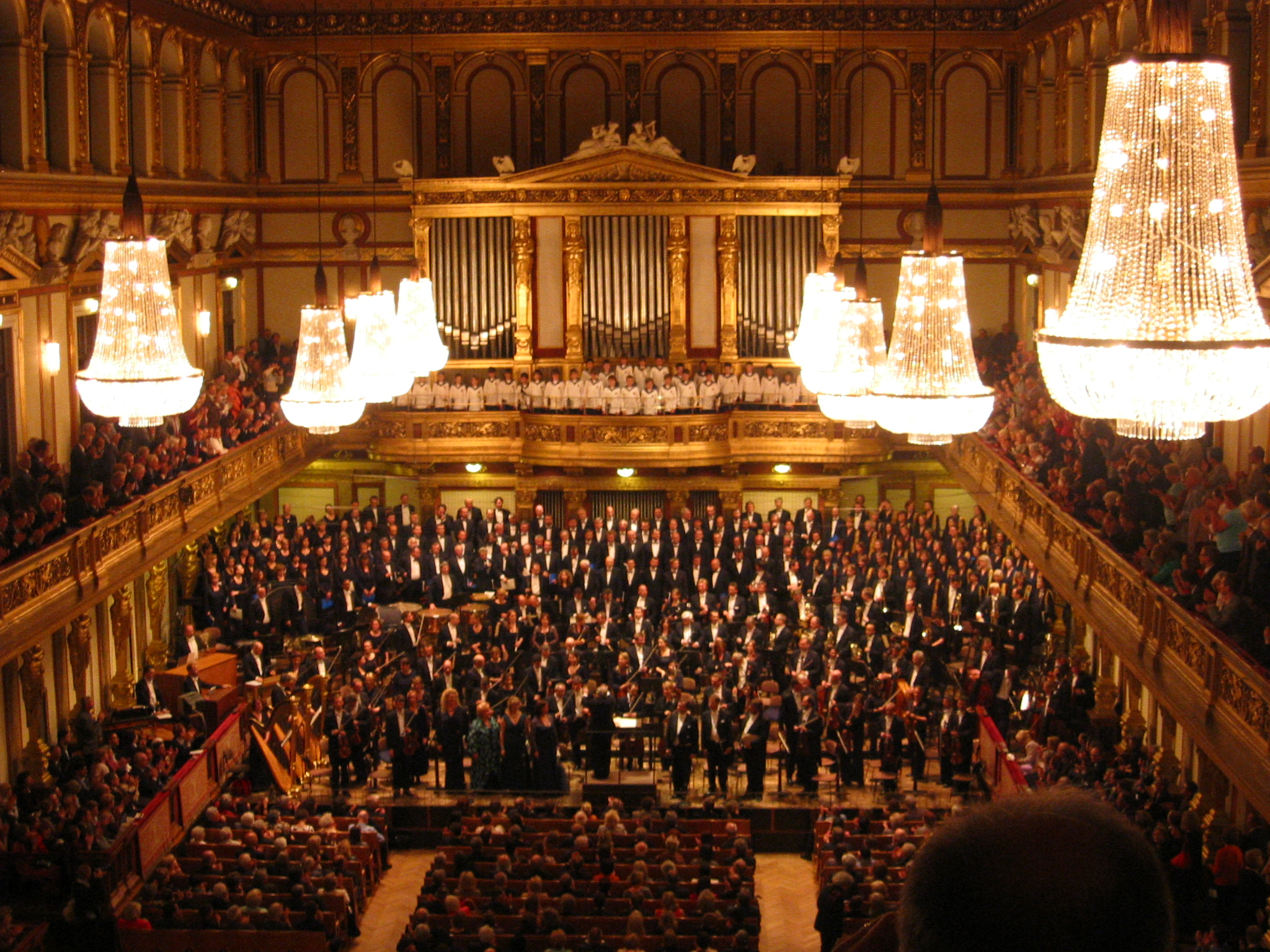
維也納歌唱協會合唱團 – 維也納少年合唱團

維也納歌唱協會合唱團（德語：Wiener Singverein）為維也納音樂之友協會的演出合唱團。

## 歷史
1812年維也納樂友協會於霍夫堡皇宮之西班牙騎術學校演出韓德爾清唱劇後應運而生。第一次合唱表演，溯源至薩里耶利的倡議，就是1824年貝多芬第九交響曲之首演。
1858年維也納歌唱協會合唱團正式成立，最初由约翰·冯·赫贝克及布拉姆斯擔任指揮。過去 150 年內，合唱團曾與眾多著名指揮家及樂團合作，包括維也納愛樂管弦樂團和維也納交響樂團；亦首演了布拉姆斯的《德意志安魂曲》、布魯克納的《感恩赞》以及马勒的《第8號交響曲》。
1947年至1989年期間，卡拉揚奠定了維也納歌唱協會合唱團的地位。
合唱團曾跟多個日本樂團和指揮合作，包括小澤征爾及大植英次。1979 年和 2009 年，合唱團先後於東京及大阪客席演出。2017年1月1日，合唱團首次參演維也納新年音樂會，與多年合作伙伴維也納愛樂樂團同台演出。2017年11月，合唱團首次踏足中國舞台，於上海交響樂團音樂廳，在指揮安德里斯•波嘉帶領下，與上海交響樂團演出布拉姆斯的《德意志安魂曲》。
合唱團現時有 240 名成員，現任總監為约翰内斯·普林斯（1991 年開始出任）。

## 錄音作品
- 路德維希·范·貝多芬 Symphonie Nr. 9 – 歡樂頌 (Ode an die Freude) (维也纳爱乐乐团 – 克里斯蒂安·蒂勒曼)[1]
- 約翰內斯·勃拉姆斯 德意志安魂曲 (Ein deutsches Requiem) (Cleveland Orchestra – 弗朗兹·威尔瑟-莫斯特)
- 安东宁·德沃夏克 Requiem (王家音樂廳管弦樂團 – 马里斯·扬颂斯)
- 古斯塔夫·馬勒 Symphonie Nr. 2 – Auferstehung (维也纳爱乐乐团 – Gilbert Kaplan)
- 古斯塔夫·馬勒 Symphonie Nr. 2 – Auferstehung (维也纳爱乐乐团 – 皮埃尔·布莱兹)
- 古斯塔夫·馬勒 Symphonie Nr. 3 (Bavarian State Orchestra – Zubin Mehta)
- 古斯塔夫·馬勒 Symphonie Nr. 3 (维也纳爱乐乐团 – 皮埃尔·布莱兹)
- 奥托·尼古拉 Mondchor aus The Merry Wives of Windsor (Schönbrunn Palace 2010, 维也纳爱乐乐团 – Franz Welser-Möst)
- 罗伯特·舒曼 Manfred – Schauspielmusik (Tonkünstler-Orchester Niederösterreich – Bruno Weil)
- 弗朗兹·施密特 Das Buch mit sieben Siegeln (维也纳爱乐乐团 – 尼古劳斯·哈农库特)
- 弗朗兹·施密特 Das Buch mit sieben Siegeln (Tonkünstler-Orchester Niederösterreich – Kristjan Järvi)
- 卡罗尔·席曼诺夫斯基 Symphonie Nr. 3 – Lied der Nacht (维也纳爱乐乐团 – 皮埃尔·布莱兹)
- 威廉·理查德·瓦格纳 特里斯坦与伊索尔德 (Tristan und Isolde – Duett-Szenen) (Vienna Radio Symphony Orchestra – Bertrand de Billy)

## 外部連結
- 官方网站（德文）（英文）